# Десета артилерийска бригада
Десета артилерийска бригада е българска артилерийска бригада формирана през 1915 година и взела участие в Първата световна война (1915 – 1918).

## История
Десета артилерийска бригада е формирана на 11 септември 1915 г. в Гюмюрджина, като в състава ѝ влизат 10-и артилерийски полк, 20-и артилерийски полк, 10–а пионерна дружина, 8–и конен полк, 10–и дивизионен ескадрон, 10–и дивизионен военнополицейски полуескадрон. През Първата световна война (1915 – 1918) бригадата влиза в състава на 10-а пехотна беломорска дивизия. За командир на бригадата е назначен полковник Никола Стайков.
Десета артилерийска бригада е разформирана на 25 юни 1919 г.

## Командири
Званията са към датата на заемане на длъжността.
| №  | звание    | име            | дати                 |
| -- | --------- | -------------- | -------------------- |
| 1. | Полковник | Никола Стайков | Първа световна война |